# В окопах не бывает атеистов
«В окопах не бывает атеистов» (также «Не бывает атеистов в окопах», «В окопах нет атеистов» (англ. There are no atheists in foxholes)) — афоризм, утверждающий, что во время крайнего стресса или страха, например в случае смертельной опасности при участии в военных действиях, все люди будут верить в высшие силы или надеяться на их вмешательство.
Точное происхождение фразы остаётся неизвестным. Различные источники называют капеллана Уильяма Т. Каммингса (во время битвы за Батаан 1942 года), подполковника Уорэна Клира и подполковника Уильяма Кесси, афоризм также приписывается журналисту Эрни Пайлу.
В основном, афоризм используется для описания положения, в котором оказываются солдаты на войне (возможна незначительная модификация, например, «не бывает атеистов в окопах под огнём» в песне Егора Летова «Про дурачка»), но часто фраза бывает адаптирована и к другим опасным ситуациям (например, «нет атеистов на тонущем корабле»).
Само утверждение свидетельствует о том, что одной из причин религиозной веры является страх смерти. Так, американский писатель-фантаст Джеймс Морроу в 2001 году ответил на этот афоризм следующими словами: «„В окопах нет атеистов“ — это не аргумент против атеистов, это аргумент против окопов».
Американский фонд «Свобода от религии» города Мадисон, штат Висконсин, установил памятник в честь атеистов в окопах, таким образом выразив своё несогласие с фразой «В окопах не бывает атеистов». Надпись на постаменте гласит:
В память об атеистах в окопах и бесчисленных вольнодумцах, служивших нашей стране с честью и отличием.
Национальный фонд «Свобода от религии» надеется, что в будущем человечество сможет научиться избегать любой войны.